# Engnasen-Glatthai
Der Engnasen-Glatthai (Mustelus schmitti), oder auch Argentinischer Glatthai genannt, ist eine Haiart aus der Gattung Mustelus innerhalb der Familie der Glatthaie. Er lebt küstennah im südwestlichen Atlantik und wird von der IUCN als stark gefährdet eingestuft. Damit besitzt diese Art ein sehr hohes Risiko in unmittelbarer Zukunft in der Natur auszusterben.

## Vorkommen

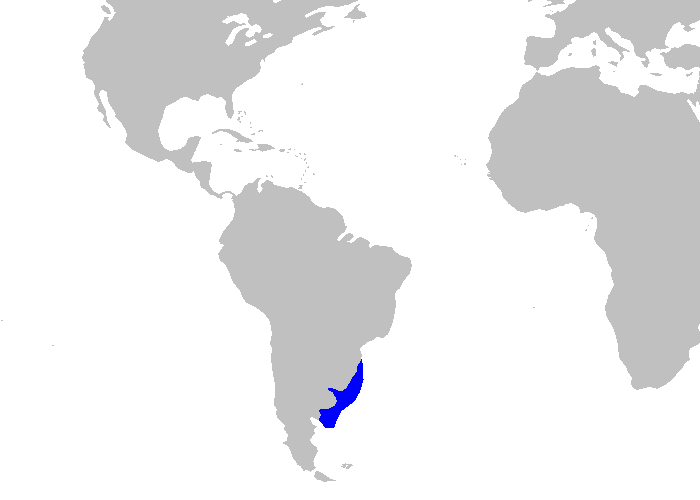
Das Verbreitungsgebiet des Argentinischen Glatthais

Grundlegend lebt der Engnasen-Glatthai im Südwestlichen Atlantik zwischen dem Süden Brasiliens und dem Norden Argentiniens. Es existieren jedoch verschiedene Populationen dieser Art. Eine große Population hält sich im Sommer in Südbrasilien und im Winter, von April bis November, in nördlicheren Gewässern auf.
Eine weitere große Populationen wandert im Herbst nach Südbrasilien und verlässt dieses Areal im Sommer wieder. Weitere Populationen leben südlich von Buenos Aires und an der Küste vor Nord- und Süd-Patagonien. Die Körpergröße der Tiere sowie die Meerestiefe, in der sie sich aufhalten, variiert leicht zwischen den brasilianischen und den argentinischen Populationen.

## Merkmale
Mustelus schmitti ist ein recht schlanker Hai der eine maximale Körperlänge von knapp über Einem Meter erreicht.
Männliche Exemplare der argentinischen Population werden maximal 90 Zentimeter groß, weibliche 105 Zentimeter. Männliche Exemplare der brasilianischen Population werden maximal 80 Zentimeter groß und weibliche ca. 100 Zentimeter. Durchschnittlich werden Argentinische Glatthaie aber ca. 50 bis 60 Zentimeter lang. Damit zählt er zu einer der kleinsten Haiarten. Sein Rumpf macht zwischen 17 und 21 Prozent seiner Körperlänge aus, und er besitzt einen recht kurzen Kopf. Charakteristisch für diese Art sind die überdurchschnittlich großen Brustflossen. Die Rückenflosse des Hais liegt mittig zwischen Brust- und Bauchflossen. Er besitzt ebenso recht große und lange Augen und viele stumpfe Zähne, die asymmetrisch angeordnet sind. Es ist ein grauer Hai, der zum Bauch hin hell wird, oft besitzt er helle Flecken. Männchen werden ca. 9, Weibchen ca. 16 Jahre alt. Geschlechtsreife erreicht die brasilianische Population bei Männchen mit einem Alter von ca. 3 Jahren und einer Größe von ca. 55 Zentimetern. Weibchen im Alter von ca. 4 Jahren und einer Größe von ca. 57 Zentimetern. Die argentinischen Populationen erreichen die Geschlechtsreife erst bei ca. 5 Jahren und 55 bis 75 Zentimetern bei männlichen Haien. Bei weiblichen Haien bei ca. 6 Jahren und einer Länge von ca. 60 bis 80 Zentimetern.

## Verhalten
Man findet den Argentinischen Glatthai bodennah am Kontinentalschelf vor der südamerikanischen Ostküste. Meistens zwischen 60 und 190 Zentimetern Tiefe. Aufgrund seiner geringen Größe gelangt er auch in extrem flaches Gewässer, so kommt es vor, dass er sogar bis in Flüsse und Kanäle vordringt. Er kann seine Beute auch bis in Häfen verfolgen. Seine Beute besteht aus kleinen Schwarmfischen, bodenbewohnenden Wirbellosen, wie etwa Krabben, und nahe städtischen Gebieten aus organischen Abfällen.

## Gefährdung
Der Hai ist in seinem gesamten Lebensraum seit den 1980er Jahren von starker Fischerei betroffen, egal ob er alleine oder als Beifang gefischt wird. Im Winter des Jahres 1997 ist die sich in Südbrasilien aufhaltende Population um 85 Prozent geschrumpft, jedoch wurde der Bestand weiter befischt. So scheint die Population, die im Sommer in Südbrasilien lebt, sogar verschwunden zu sein.
In Argentinien spielt der Fang des Engnasen-Glatthais bereits seit 1960 eine Rolle; die ersten 7 Jahre der Aufzeichnungen war der gefischte Bestand immer unter 4.500 Tonnen, doch dann stieg er an und erreichte seinen Höhepunkt im Jahr 1988 mit 13.597 Tonnen. Danach fiel der Fang wieder auf 10.000 Tonnen pro Jahr ab.
Besonders der Fang in der Nähe von Brutplätzen und Haischulen setzt dem Bestand zu. Durch den immer geringer werdenden Bestand schrumpft auch die gefangene Masse der Haie. Laut der FAO wurde im Jahr 2000 8.157 Tonnen dieser Art gefischt und im Jahr 2014 nur mehr 4.538 Tonnen. Obwohl sich der Bestand der Populationen recht schnell erholen könnte, gestaltet sich, die Erhaltung dieser Art sehr schwierig, da sie weiter stark befischt wird.
Es gibt derzeit eine festgelegte Höchstzulässigkeitsfangmenge (MPC) von der argentinischen Fischereiorganisation. MPC steht für Maximum Permitted Catch. Obwohl das MPC in den letzten vier Jahren jährlich herabgesetzt wurde, sind die Bestände von Mustelus schmitti weiter rückläufig. Die IUCN schlägt ein internationales Management von Argentinien, Uruguay und Brasilien zum Schutze der Art vor. Man sollte ein Schutzgebiet für diese Art errichten, besonders in der Nähe von Brutplätzen und Haischulen.
Aufgrund dieser Umstände nimmt man an, dass die Bestände weiter fallen werden, und daher wird diese Art durch die IUCN als stark gefährdet eingestuft.

## Belege
1. 1 2 3 4 5 6  Antal Vida: 365 Fische. Tandem Verlag 2006, ISBN 3-8331-2070-3, S. 31.
2. 1 2 3 4 5 6 7 8  Mustelus schmitti in der Roten Liste gefährdeter Arten der IUCN 2017-1. Eingestellt von: Massa, A., Hozbor, N., Chiaramonte, G.E., Balestra, A.D. & Vooren, C.M., 2006-01-31.
3. 1 2 3  Mustelus schmitti auf Fishbase.org (englisch)
4. 1 2 3 4  Leonard J.V. Compagno: FAO SPECIES CATALOGUE. Vol.4. Sharks of the world. Part 2. Carcharhiniformes, 1984, ISBN 92-5-101383-7, S. 424–425 (PDF; 27 MB (Seite nicht mehr abrufbar, festgestellt im April 2018. Suche in Webarchiven)  Info: Der Link wurde automatisch als defekt markiert. Bitte prüfe den Link gemäß Anleitung und entferne dann diesen Hinweis.).
5. 1 2  Food and Agriculture Organization of the United Nations: Mustelus schmitti (Springer, 1940). FAO Departments and Offices, abgerufen am 31. Juli 2017.